# ایستگاه متروی خواجه عبدالله انصاری
ایستگاه متروی خواجه عبدالله انصاری یکی از ایستگاه‌های خط ۳ متروی تهران است که در تقاطع خیابان بنی‌هاشم و خیابان خواجه عبدالله انصاری در محدوده بزرگراه شهید صیاد شیرازی قرار دارد.

## مشخصات
این ایستگاه که در تاریخ ۱۷ خرداد ۱۳۹۵ افتتاح شده، با مساحت سرپوشیده ۱۵ هزار مترمربع، در عمق ۲۸ متری زمین و در تقاطع خیابان‌های بنی‌هاشم و خواجه عبدالله انصاری در محدوده بزرگراه شهید صیاد شیرازی واقع شده است. در حال حاضر، ایستگاه خواجه عبدالله انصاری دارای یک ورودی فعال، ۸ دستگاه پله‌برقی، ۷ گیت ورودی و ۶ خروجی است و روزانه به‌طور متوسط حدود ۱۰ هزار و ۵۰۰ مسافر را جابه‌جا می‌کند.
قرار است در آینده خط ۸ متروی تهران با این ایستگاه تقاطع ایجاد کند.

## نگارخانه

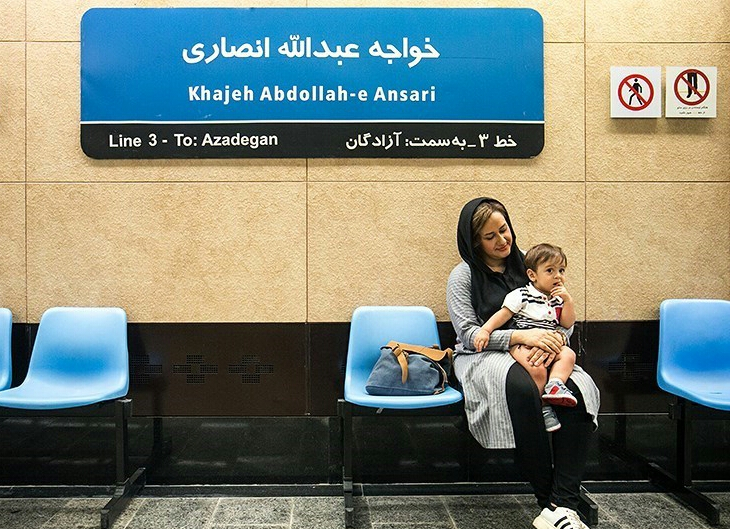